# محطة هنريك أركتوسكي

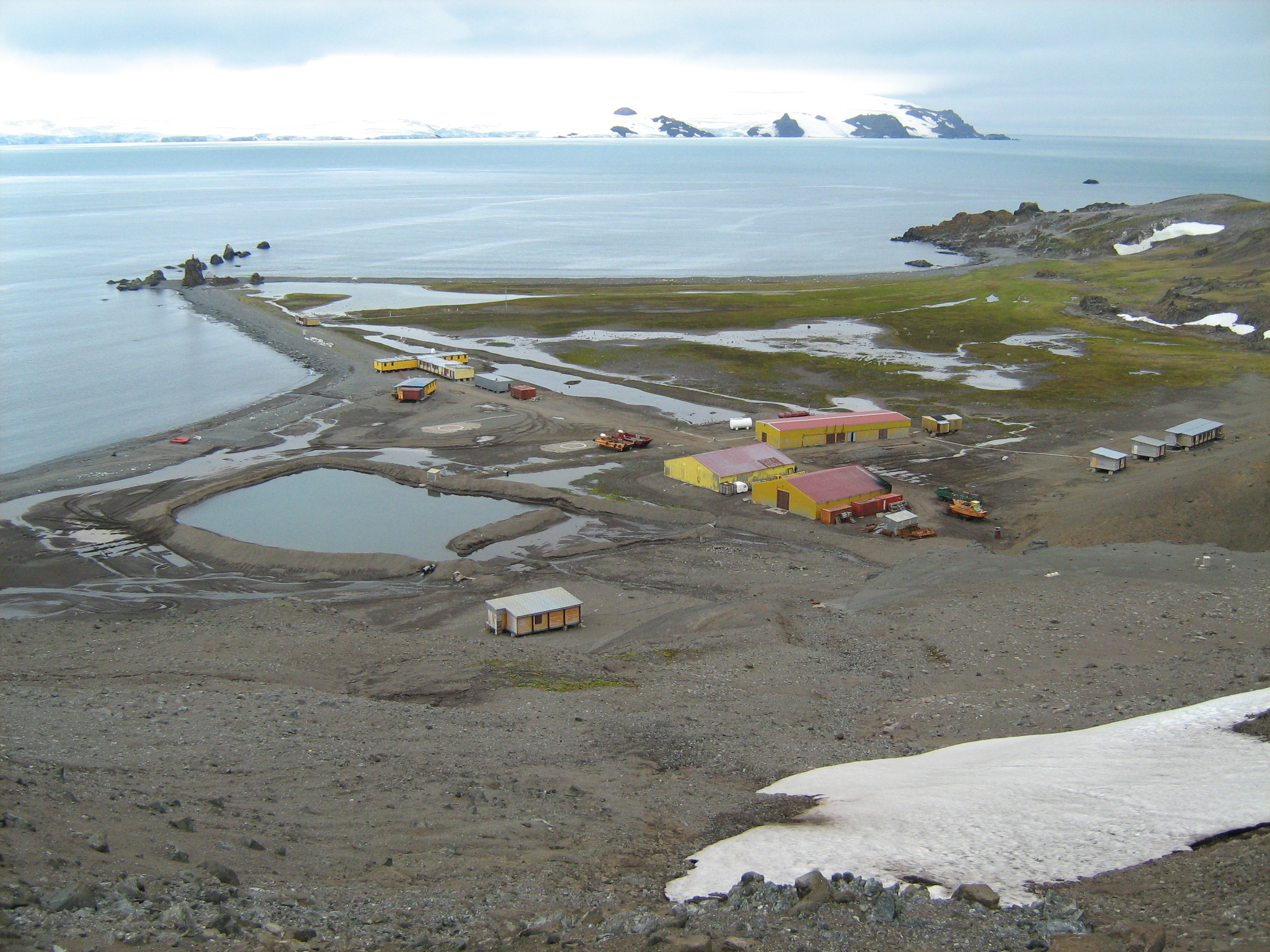

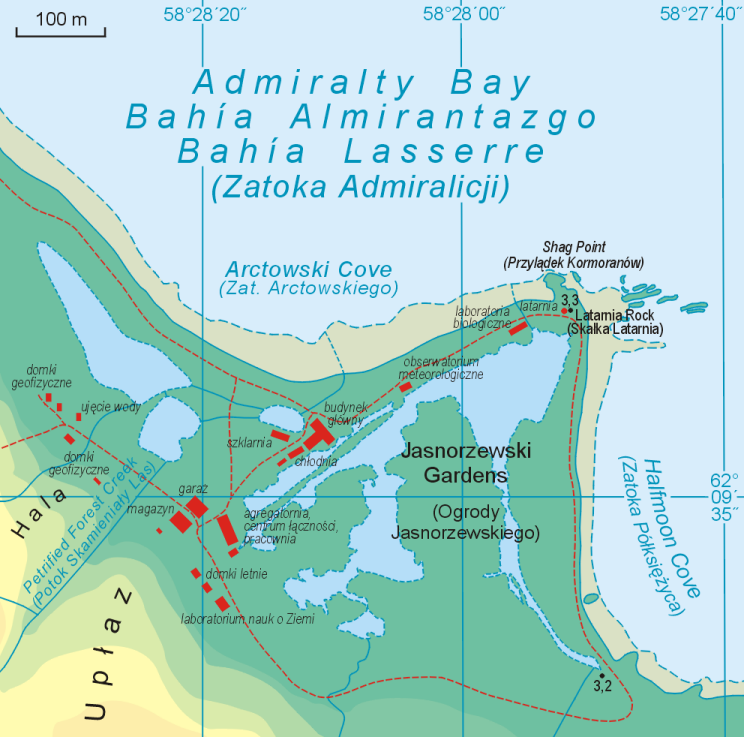
خريطة المحطة

محطة هنريك أركتوسكي هي محطة بحوث بولندية تقع على جزيرة الملك جورج، قبالة سواحل أنتاركتيكا.
سميت المحطة على اسم هنريك أركتوسكي (1871-1958)، عالم الارصاد الذي كان قد رافق المستكشف البلجيكي البارون أدريان دي جيرلاخ على متن سفينة بلجيكا، 1897-1899. هذه هي الرحلة الأولى التي تبقى في فصل شتاء في أنتاركتيكا وتواجهه. اقترح فكرة عامل الرياح الباردة، بحجة أن الرياح يمكن أن تكون ثاتير ضار على البشر بقدر برودة الطقس في ظل ظروف مناخية قاسية.
المحطة أنشئت في 26 فبراير عام 1977. وتديرها الأكاديمية البولندية للعلوم، والمناطق الرئيسية تشمل البحوث البحرية والأحياء، علم المحيطات، الجيولوجيا، الجيومورفولوجيا، علم الجليد، الأرصاد الجوية، المناخ، الزلازل، مغناطيسية والبيئة.
لأنه يسهل الوصول إليها، والعاملين البولنديين فيها لطفاء تعتبر واحدة من أكثر المحطات العلمية زوارا في انتاركتيكا. دفيئة المحطة توفر الخضار الطازجة. الشواطئ بالقرب من محطة يوجد فيها العديد من مخلفات وعظام الحيتان، وقطع اثرية من الزمن الذي كان الموقع يستخدم لعملية قتل الحيتان.
المحطة قريبة من مستعمرات ثلاثة أنواع مختلفة من البطريق (بطريق آديلي وبطريق شينستراب وبطريق جنتو)، وتم تحديدها كموقع علمي خاص على النحو المنصوص عليه في معاهدة أنتاركتيكا.

## المراجع

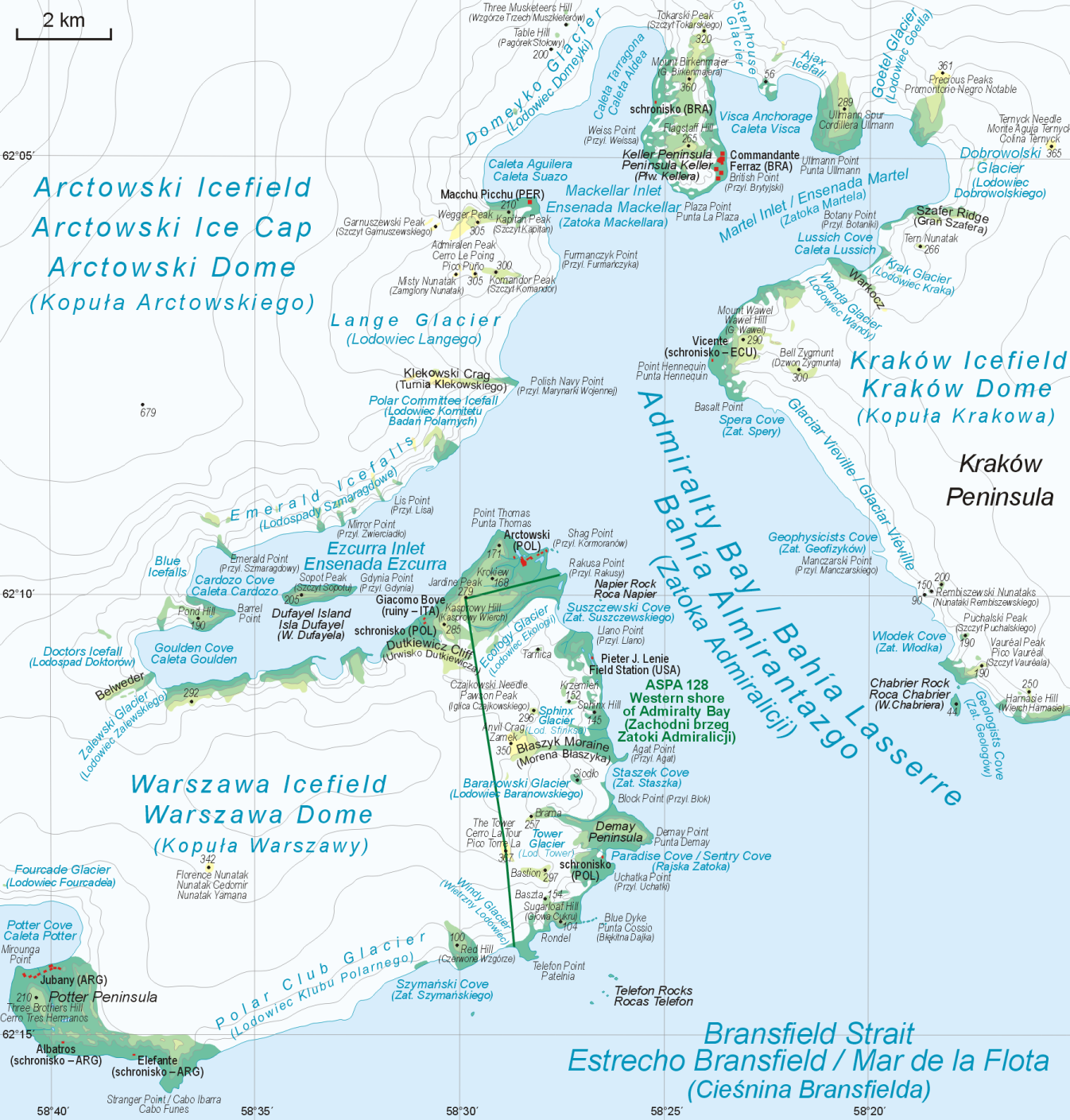
خارطة خليج ادميرالتي

## وصلات خارجية
- الموقع الرسمي
- الموقع الرسمي بالإنجليزية